# 伊萨尔
伊萨尔，是西班牙卡斯蒂利亚-莱昂布尔戈斯省的一个市镇。总面积66平方公里，总人口420人（2001年），人口密度6人/平方公里。